# Батулці
Ба́тулці (болг. Батулци) — село в Ловецькій області Болгарії. Входить до складу общини Ябланиця.

## Населення
За даними перепису населення 2011 року у селі проживали 193 особи, усі — болгари.
Розподіл населення за віком у 2011 році:
Динаміка населення: